# Diaptomus spatulacrenatus
Diaptomus spatulacrenatus är en kräftdjursart som beskrevs av Arthur Sperry Pearse 1906. Diaptomus spatulacrenatus ingår i släktet Diaptomus och familjen Diaptomidae. Inga underarter finns listade i Catalogue of Life.